# Нейт Діас
Нейтан Дональд Діас (англ. Nathan Donald Diaz; нар. 16 квітня 1985, Стоктон, США) — американський боєць змішаних бойових мистецтв, який виступає під егідою UFC у легкій ваговій категорії. Переможець The Ultimate Fighter 5. Станом на вересень 2019 року займає 6 позицію офіційного рейтингу UFC у напівсередній вазі. Молодший брат іншого відомого бійця — Ніка Діаса.

## Біографія
Молодший брат Ніка Діаса, народився і виріс у місті Стоктон, штат Каліфорнія; у нього мексиканські коріння. Як і його брат, він учився в школі «Токай» в місті Лодай, а у віці 14 років почав тренуватися разом з Ніком. Спільними зусиллями вони здійснили мрію і потрапили в лодайську школу бразильського джіу-джитсу, де тренувалися з Ніколасом Ліпарі. Іншими тренерами Нейта були Сізар Грейсі (в бразильському джиу-джитсу) і Річард Перес (у боксі). Нейт виступає у складі команди «Cesar Gracie Jiu-Jitsu». У 18 років став веганом.

## Стиль
Брати Нейт і Нік славляться своїми епатажними витівками не тільки за межами октагона, але і під час боїв. Нерідко брати Діас користуються «Стоктонським ляпасом» — це удари долонями під час бою.

## Кар'єра

### Початок кар'єри
До підписання в UFC, Діас виступав переважно в World Extreme Cagefighting (WEC). У 2006 році на WEC 24 зіткнувся з тодішнім чемпіоном у легкій вазі Ермісом Франсом, Нейт програв бій больовим прийомом у другому раунді. Це був останній захід, який провів WEC, перш ніж був викуплений Zuffa.

### UFC

#### 2015
Діас повинен був зустрітися з Меттом Брауном 11 липня 2015 року в рамках турніру UFC 189. Але в середині квітня стало відомо, що бій не відбудеться внаслідок контрактних розбіжностей.
На UFC on Fox 17 відбувся бій між Нейтом і Майклом Джонсоном. Нейт виграв бій одноголосним рішенням суддів, обидва бійця отримали премію за «Кращий бій вечора».

#### 2016
Діас вийшов на заміну травмованому Рафаелю Дос Анжусу 5 березня 2016 року на турнірі UFC 196 проти Конора Макгрегора. У Діаса було тільки одинадцять днів, бій пройшов в напівсередній вазі (170 фунтів) через браку часу, щоб скинути вагу. Діас виграв бій задушливим прийомом у другому раунді. Обидва бійця отримали премію «Кращий бій вечора», Діас також отримав премію «Виступ вечора».
Реванш з Макгрегором був намічений на 9 липня 2016 року на турнірі UFC 200, однак, 19 квітня UFC оголосило, що Макгрегор вибув з турніру у зв'язку відмовою виконувати зобов'язання перед ЗМІ в Лас-Вегасі. Бій був перенесений і відбувся в наступному місяці на турнірі UFC 202, і знову в напівсередній вазі. Діас програв матч-реванш рішенням більшості суддів (48-47, 47-47, 48-47). Обидва бійця були знову нагороджені премією «Найкращий бій вечора».

#### 2019
Нейт Діаз взяв тривалу паузу після поразки від Макгрегора і в очікуванні не менш медійного суперника, який міг би дати новий поштовх його кар'єрі.
Під тиском UFC Діаз погодився на бій з екс-чемпіоном у легкій вазі Ентоні Петтісом. Бій пройшов 18 серпня 2019 року в рамках шоу UFC 241. Бій тривав усі відведені раунди, перемогу суддівським рішенням здобув Діаз.

## Титули та досягнення
- Ultimate Fighting Championship
  - Володар премії «Кращий бій вечора» (сім разів) проти Джоша Нира, Клея Гвіди, Джоя Стівенсона, Маркуса Девіса, Дональда Сероне, Майкла Джонсона і Конора Макгрегора(x2)[24][25][26][27][28]
  - Володар премії «Найкращий нокаут вечора» (один раз) проти Грея Мейнарда[29]
  - Володар премії «Виступ вечора» (один раз) проти Конора Макгрегора[30]
  - Володар премії «Больовий прийом вечора» (п'ять разів) проти Елвіна Робінсона, Курта Пеллегрина, Мелвіна Гийярда, Таканорі Гомі і Джима Міллера[31][32][33][34]
- Sherdog
  - 2011 All-Violence First Team[35]
- MMAJunkie.com
  - 2016 бій місяця (березень) проти Конора Макгрегора[36]
  - 2016 бій місяця (серпень) проти Конора Макгрегора[37]

## Статистика
| Професійна кар'єра бійця |            |            |
| Боїв 31                  | Перемог 20 | Поразок 11 |
| Нокаут                   | 4          | 1          |
| Здача                    | 12         | 1          |
| Рішення суддів           | 4          | 9          |

| Результат | Рекорд | Суперник              | Спосіб                                                | Турнір                                                 | Дата              | Раунд | Час   | Місце                          | Примітки                                                                                             |
| --------- | ------ | --------------------- | ----------------------------------------------------- | ------------------------------------------------------ | ----------------- | ----- | ----- | ------------------------------ | --- |
| Перемога  | 20-11  | Ентоні Петтіс         | Одностайне рішення                                    | UFC 241                                                | 17 серпня 2019    | 3     | 5: 00 | Каліфорнія, США                | |
| Поразка   | 19-11  | Конор Макгрегор       | Рішення більшості                                     | UFC 202                                                | 20 серпня 2016    | 5     | 5: 00 | Лас-Вегас, США                 | Бій в напівсередній вазі. Кращий бій вечора. Рахунок суддів: 48-47, 47-47, 48-47.                    |
| Перемога  | 19-10  | Конор Макгрегор       | Задушливий прийом (ззаду)                             | UFC 196                                                | 5 березня 2016    | 2     | 4: 12 | Лас-Вегас, Невада, США         | Бій в напівсередній вазі. Виступ вечора. Кращий бій вечора.                                          |
| Перемога  | 18-10  | Майкл Джонсон (боєць) | Одностайне рішення                                    | UFC on Fox: dos Anjos vs. Cerrone 2                    | 19 грудня 2015    | 3     | 5: 00 | Орландо, Флорида, США          | Кращий бій вечора.                                                                                   |
| Поразка   | 17-10  | Рафаель Дос Аньос     | Одностайне рішення                                    | UFC on Fox: dos Santos vs. Miocic                      | 13 грудня 2014    | 3     | 5: 00 | Фінікс, Аризона, США           | Діаз не вклався у вагу (72,85 кг).                                                                   |
| Перемога  | 17-9   | Грей Мейнард          | Технічний нокаут (удари)                              | The Ultimate Fighter: Team Rousey vs. Team Tate Finale | 30 листопада 2013 | 1     | 2: 38 | Лас-Вегас, Невада, США         | Найкращий нокаут вечора.                                                                             |
| Поразка   | 16-9   | Джош Томсон           | Технічний нокаут (удар ногою в голову і удари руками) | UFC on Fox: Henderson vs. Melendez                     | 20 квітня 2013    | 2     | 3: 44 | Сан-Хосе, Каліфорнія, США      | |
| Поразка   | 16-8   | Бенсон Хендерсон      | Одностайне рішення                                    | UFC on Fox: Henderson vs. Diaz                         | 8 грудня 2012     | 5     | 5: 00 | Сіетл, Вашингтон, США          | Бій за титул чемпіона UFC в легкій вазі.                                                             |
| Перемога  | 16-7   | Джим Міллер           | Задушливий прийом (гільйотина)                        | UFC on Fox: Diaz vs. Miller                            | 5 травня 2012     | 2     | 4: 09 | Іст-Рутерфорд, Нью-Джерсі, США | Задушливий прийом вечора.                                                                            |
| Перемога  | 15-7   | Дональд Серроне       | Одностайне рішення                                    | UFC 141                                                | 30 грудня 2011    | 3     | 5: 00 | Лас-Вегас, Невада, США         | Кращий бій вечора.                                                                                   |
| Перемога  | 14-7   | Таканорі Гомі         | Больовий прийом (важіль ліктя)                        | UFC 135                                                | 24 вересня 2011   | 1     | 4: 27 | Денвер, Колорадо, США          | Повернення в легку вагу. Задушливий прийом вечора.                                                   |
| Поразка   | 13-7   | Рорі Макдональд       | Одностайне рішення                                    | UFC 129                                                | 30 квітня 2011    | 3     | 5: 00 | Торонто, Канада                | |
| Поразка   | 13-6   | Кім Дон Хен           | Одностайне рішення                                    | UFC 125                                                | 1 січня 2011      | 3     | 5: 00 | Лас-Вегас, Невада, США         | |
| Перемога  | 13-5   | Маркус Девіс          | Технічне удушення (гільйотина)                        | UFC 118                                                | 28 серпня 2010    | 3     | 4: 02 | Бостон, Массачусетс, США       | Кращий бій вечора.                                                                                   |
| Перемога  | 12-5   | Рорі Маркхем          | Технічний нокаут (удари)                              | UFC 111                                                | 27 березня 2010   | 1     | 2: 47 | Ньюарк, Нью-Джерсі, США        | Дебют в напівсередній вазі. Маркхам не вклався у вагу (80,3 кг).                                     |
| Поразка   | 11-5   | Грей Мейнард          | Роздільне рішення                                     | UFC Fight Night: Maynard vs. Diaz                      | 11 січня 2010     | 3     | 5: 00 | Ферфакс, Віргінія, США         | |
| Перемога  | 11-4   | Мелвін Гіллард        | Задушливий прийом (гільйотина)                        | UFC Fight Night: Diaz vs. Guillard                     | 16 вересня 2009   | 2     | 2: 13 | Оклахома-Сіті, Оклахома, США   | Задушливий прийом вечора.                                                                            |
| Поразка   | 10-4   | Джо Стівенсон         | Одностайне рішення                                    | The Ultimate Fighter 9 Finale                          | 20 червня 2009    | 3     | 5: 00 | Лас-Вегас, Невада, США         | Кращий бій вечора.                                                                                   |
| Поразка   | 10-3   | Клей Гвіда            | Роздільне рішення                                     | UFC 94                                                 | 31 січня 2009     | 3     | 5: 00 | Лас-Вегас, Невада, США         | Кращий бій вечора.                                                                                   |
| Перемога  | 10-2   | Джош Нір              | Роздільне рішення                                     | UFC Fight Night: Diaz vs Neer                          | 17 вересня 2008   | 3     | 5: 00 | Омаха, Небраска, США           | Кращий бій вечора.                                                                                   |
| Перемога  | 9-2    | Курт Пеллегріно       | Задушливий прийом (трикутник)                         | UFC Fight Night: Florian vs Lauzon                     | 2 квітня 2008     | 2     | 3: 06 | Брумфілд, Колорадо, США        | Задушливий прийом вечора.                                                                            |
| Перемога  | 8-2    | Елвін Робінсон        | Задушливий прийом (трикутник)                         | UFC Fight Night: Swick vs Burkman                      | 23 січня 2008     | 1     | 3: 39 | Лас-Вегас, Невада, США         | Задушливий прийом вечора.                                                                            |
| Перемога  | 7-2    | Джуніор Ассунсао      | Задушливий прийом (гільйотина)                        | UFC Fight Night: Thomas vs Florian                     | 19 вересня 2007   | 1     | 4: 10 | Лас-Вегас, Невада, США         | |
| Перемога  | 6-2    | Манвел Гамбурян       | Здача (травма плеча)                                  | The Ultimate Fighter 5 Finale                          | 23 червня 2007    | 2     | 0: 20 | Лас-Вегас, Невада, США         | Став переможцем The Ultimate Fighter 5. У 2 раунді, під час проходу в ноги, Гамбурян вивихнув плече. |
| Поразка   | 5-2    | Ерміс Франса          | Больовий прийом (важіль ліктя)                        | WEC 24                                                 | 12 жовтня 2006    | 2     | 2: 46 | Лемор, Каліфорнія, США         | Бій за титул чемпіона WEC в легкій вазі.                                                             |
| Перемога  | 5-1    | Денніс Девіс          | Больовий прийом (американа)                           | Warrior Cup                                            | 12 серпня 2006    | 1     | 2: 00 | Стоктон, Каліфорнія, США       | |
| Перемога  | 4-1    | Джо Херлі             | Задушливий прийом (трикутник)                         | WEC 21                                                 | 15 червня 2006    | 2     | 2: 03 | Хайленд, Каліфорнія, США       | |
| Перемога  | 3-1    | Гілберт Раель         | Технічний нокаут (удари)                              | WEC 20                                                 | 5 травня 2006     | 1     | 3: 35 | Лемор, Каліфорнія, США         | |
| Перемога  | 2-1    | Тоні Хуарес           | Технічний нокаут (удари)                              | Strikeforce: Shamrock vs. Gracie                       | 10 березня 2006   | 1     | 3: 23 | Сан-Хосе, Каліфорнія, США      | |
| Поразка   | 1-1    | Коджи Оіші            | Одностайне рішення                                    | Pancrase: 2005 Neo-Blood Tournament Finals             | 27 серпня 2005    | 3     | 5: 00 | Токіо, Японія                  | |
| Перемога  | 1-0    | Алекс Гарсія          | Задушливий прийом (трикутник)                         | WEC 12                                                 | 21 жовтня 2004    | 3     | 2: 17 | Лемор, Каліфорнія, США         | |